# Middelhagen
Middelhagen este o comună din landul Mecklenburg-Pomerania Inferioară, Germania.